# Неттоп

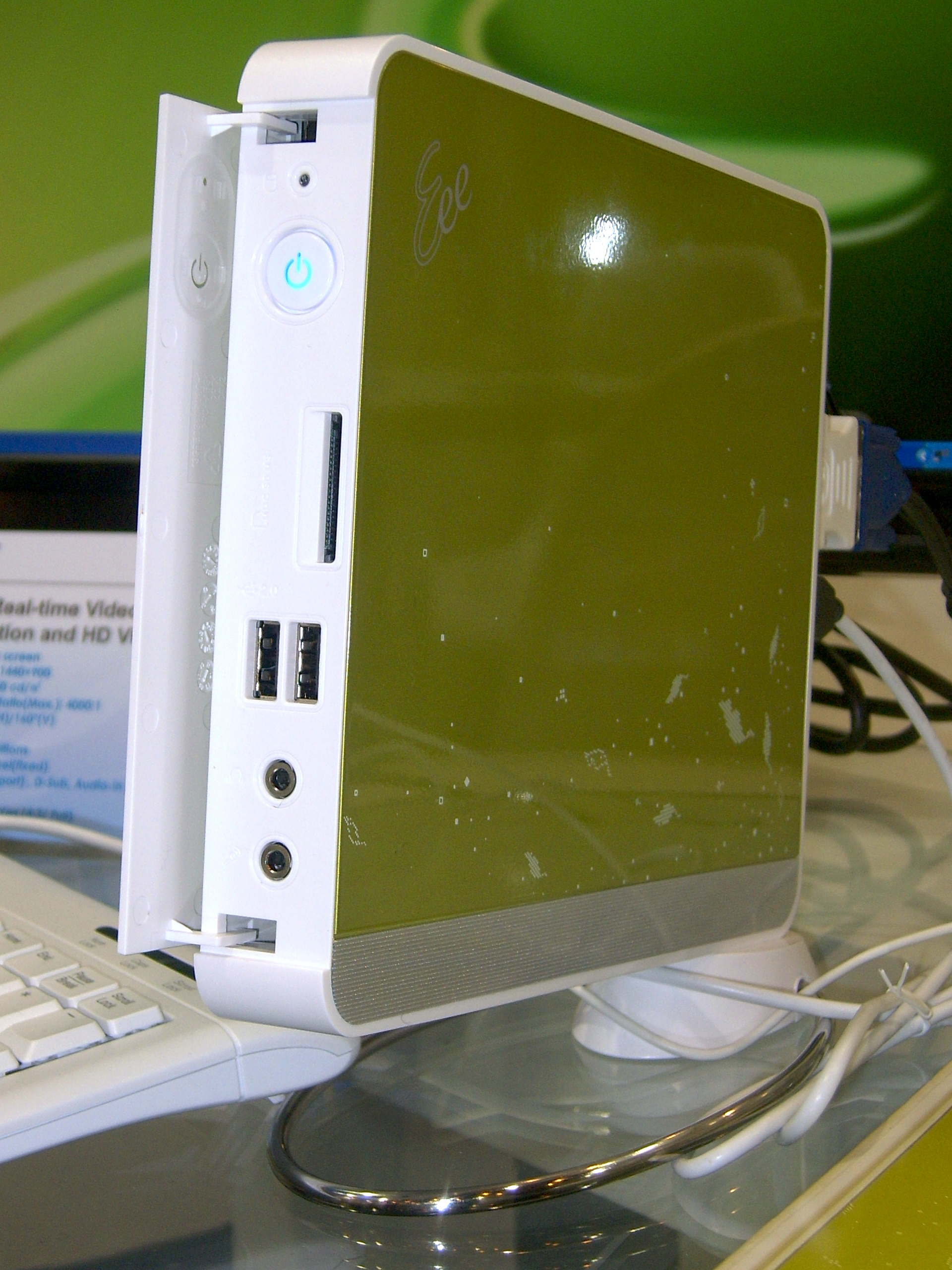
ASUS Eee Box

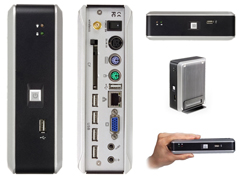
Zonbu Mini PC

Неттоп (англ. nettop) — небольшой по размеру настольный персональный компьютер (компактный системный блок). Слово «неттоп» образовано от «InterNET» и «deskTOP». Обладают схожими с ноутбуками характеристиками мощности, блок питания делается выносным в большинстве случаев, может иметь активное охлаждение (с вентилятором, радиатором и тепловой трубкой - горячий воздух выбрасывается из корпуса компьютера через отверстия), либо иметь пассивное охлаждение (при этом корпус неттопа делается оребрённым из алюминиевого сплава, лёгкого, достаточно прочного и обладающего высоким коэффициентом теплопроводности, а теплота отводится к корпусу с помощью тепловых трубок). Внешне неттоп похож на тонкий клиент (терминал), однако имеет совершенно иное назначение, являясь полноценным автономным и самодостаточным ПК.

## Возникновение термина
Термин «неттоп» (аналогично термину «десктоп» — настольный компьютер) предложен компанией Intel в момент анонса процессоров Atom, которые, в понимании этой компании, должны стать основной базой для создания неттопов. Неттоп — это стационарный аналог нетбука (англ. netbook) миниатюрного сетевого ноутбука.
В качестве типичного примера неттопа, доступного в настоящее время на российском рынке, можно привести популярный Beelink Mini S12 на базе процессоров семейства Intel Celeron и Intel N95, N97 и N100, ASUS Eee Box (на данный момент устарел), Acer и Crystal station AspireRevo — на базе комбинации чипсета NVIDIA Ion и процессора Intel Atom.

## Типичные характеристики
В качестве основы неттопов используются процессоры с энергоэффективными микроархитектурами, то есть такими, которые предлагают пониженное энергопотребление. Обычно это CPU семейств Intel Atom, Intel Celeron, VIA Nano и VIA C7. Существуют также решения на мобильных процессорах AMD Ryzen, причём последние в режиме покоя не уступают по экономичности аналогичным процессорам Intel, а при необходимости дают намного большую производительность ценой кратковременного повышения энергопотребления.
- Центральный процессор: 1,2—4,4 ГГц, четыре- (и более) ядерный
- ОЗУ 2—64 Гб DDR3 / DDR4
- Жёсткий диск либо SSD-диск
- Интегрированные видео- и звуковая карты.
- Порты USB 2.0, 3.0, 4.0, LAN 10/100/1000 Мб/с

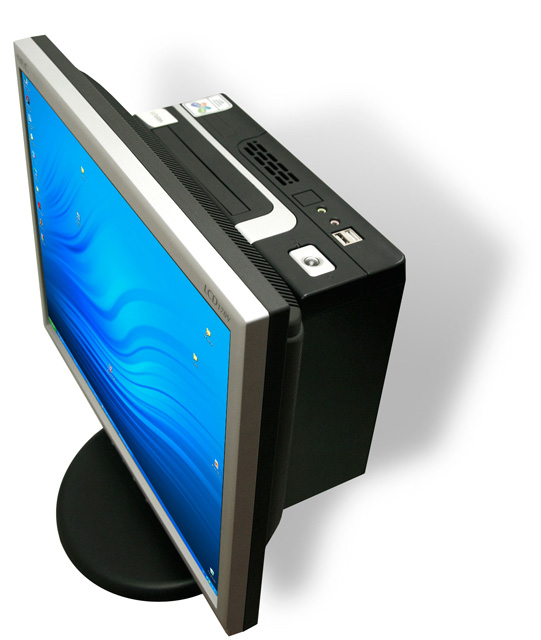
Arbyte Nettop

- WiFi, Bluetooth

## Дизайн

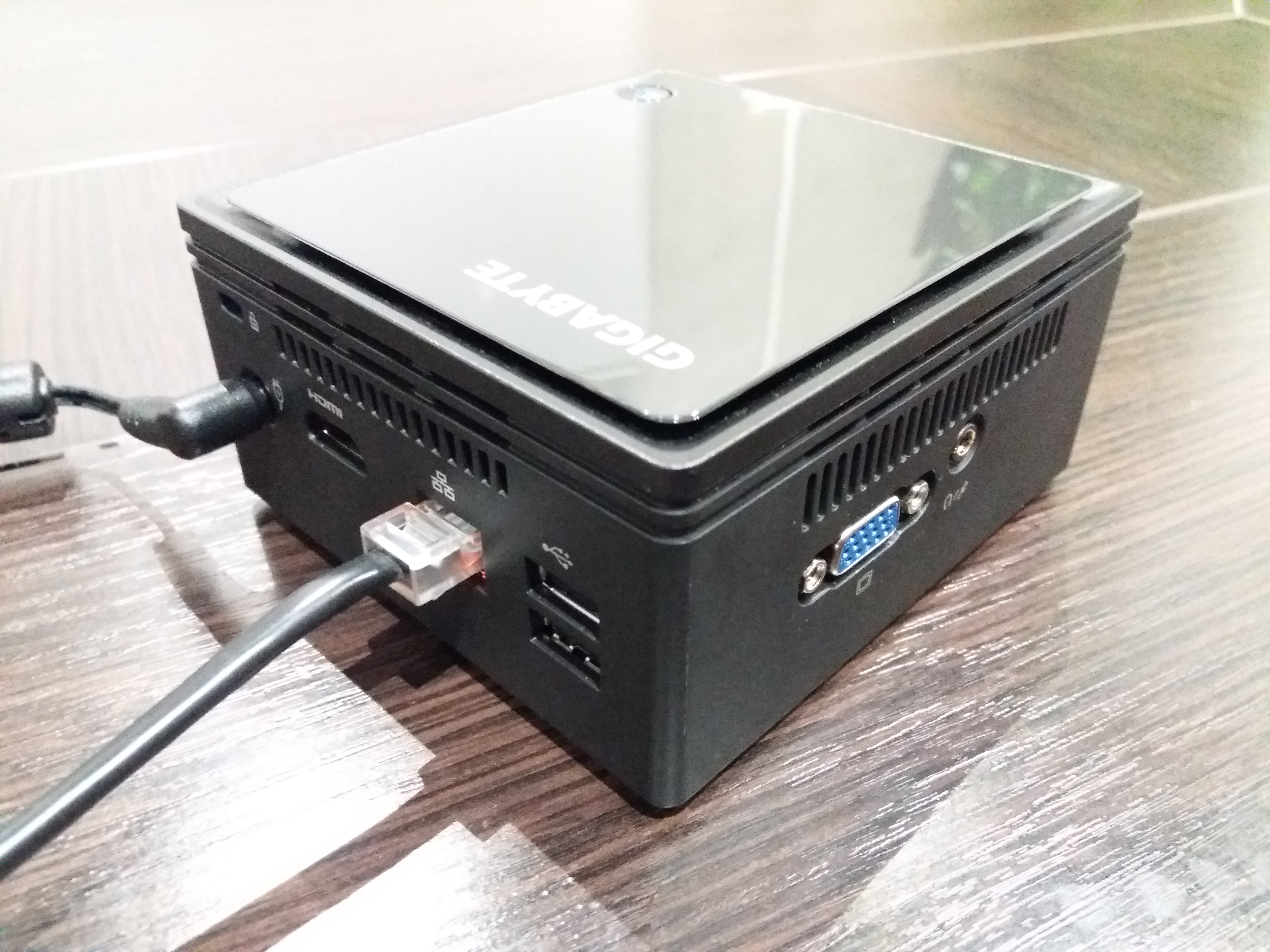
Неттоп Gigabyte BRIX

Одной из отличительных черт неттопов является простой дизайн, приближающий эту категорию компьютеров к разряду бытовых устройств. Существуют модели с более строгим дизайном для офиса. Кроме того, обычно неттопы имеют небольшой размер, что позволяет освободить место на рабочем столе. Некоторые устройства крепятся за монитор к стандартным отверстиям VESA 100×100 мм. Уровень шума системы охлаждения таких компьютеров низок, что немаловажно при использовании в жилых помещениях и на рабочем месте, и обеспечивает комфорт при работе с такими устройствами.

## Применение
Вычислительной мощности неттопов, помимо работы в Интернете и с различными сетевыми сервисами, обычно хватает для работы с офисными пакетами, такими как Microsoft Office и LibreOffice,  работы с математическими средами по типу MathCAD, прослушивания музыки, любительской работы с фотографиями, для просмотра видео стандартного и высокого разрешения и нетребовательных игр. Наиболее распространенные недорогие модели неттопов обычно оснащены чипсетами Intel / AMD со встроенной графикой и позволяют достаточно комфортно смотреть видеофильмы в формате FullHD / 4K и играть в большинство нетребовательных к графике игр, пусть и на низких настройках графики.
В то же время производительность моделей неттопов верхнего ценового сегмента на топовых мобильных процессорах Intel / AMD выросла так, что позволяет использовать их как полноценную замену настольному компьютеру, а использование интерфейса USB4/Thunderbolt 3 позволяет подключать внешние дискретные видеокарты eGPU, существенно расширяя игровые возможности мини-компьютера, позволяя использовать их без ограничений в играх ААА-уровня.
Также появилось много новых моделей на основе встроенной графики от AMD Radeon. Например, ZBOX Blu-ray AD03 — неттоп на базе процессора AMD Fusion, десктопы и неттопы Dell Inspiron Zino, неттоп MSI WindBox DC500, Beelink SER6 Pro.

## Неттопы в наши дни
Современные неттопы значительно эволюционировали по сравнению с первыми моделями начала 2010-х годов. Сегодня доступны устройства как с интегрированными процессорами, так и с возможностью самостоятельной установки процессоров пользователем. Большинство моделей оснащаются процессорами последних поколений серий Intel Core i3/i5/i7/i9 (вплоть до Raptor Lake) и AMD Ryzen 5/7/9 (на архитектуре Zen 4 и выше).
Актуальные неттопы поддерживают двух- и четырёхканальную оперативную память DDR5, используют быстрые SSD с интерфейсом NVMe, оснащаются современными интегрированными или дискретными видеокартами (в том числе решениями Intel Arc и AMD Radeon RX), а также высокоскоростными портами USB4 и Thunderbolt 4.
Многие модели позволяют подключать внешние графические ускорители (eGPU), что значительно расширяет их игровые и профессиональные возможности.
Кроме того, современные неттопы поддерживают:
- сетевые интерфейсы 2.5G и 10G Ethernet;
- модули Wi-Fi 6/6E и Bluetooth 5.x;
- продвинутые системы охлаждения (как активные, так и полностью пассивные).
Неттопы остаются востребованными для домашних серверов, медиацентров, офисных задач и даже для игровых и профессиональных рабочих станций. Их компактные размеры и высокая производительность делают их полноценной заменой традиционным настольным ПК большого формата.